# Mermaids
Mermaids (bra: Minha Mãe é uma Sereia; prt: A Minha Mãe É uma Sereia) é um filme norte-americano de 1990, do gênero comédia dramática familiar, dirigido por Richard Benjamin, e estrelado por Cher, Bob Hoskins, Winona Ryder, e Christina Ricci em seu primeiro papel no cinema. O filme é baseado no romance homônimo de 1986 escrito por Patty Dann.

## Sinopse
Em 1963, Rachel Flax (Cher), é uma excêntrica e divertida mãe solteira de duas filhas: Charlotte (Winona Ryder) e Kate (Christina Ricci), que tem o hábito de mudar constantemente de cidade a cada problema que encontra. Charlotte, é uma adolescente de 15 anos que se divide entre sua devoção à religião católica e os seus desejos da puberdade. E enquanto a Sra. Flax se encontra em um relacionamento com o divertido Lou (Bob Hoskins), porém tem medo de compromisso, Charlotte conhece o jovem Joe Porretti (Michael Schoeffling), com quem conhece os prazeres da juventude. Porém uma tragédia na família, põe em questão o conflituoso relacionamento de Rachel e Charlotte, que precisam aprender a aceitar uma a outra.

## Elenco
- Cher - Rachel Flax
- Bob Hoskins - Lou Landsky
- Winona Ryder - Charlotte Flax
- Michael Schoeffling - Joe Porretti
- Christina Ricci - Kate Flax
- Caroline McWilliams - Carrie

## Resposta da crítica
Mermaids detém actualmente uma classificação de 73% no Rotten Tomatoes indicando comentários largamente positivos.
Time Out New York escreveu: "O filme é sobrecarregado por detalhes curiosos e observações, e sua preocupação com todas as coisas aquáticas (irmã mais nova é uma nadadora campeã, mãe se veste como uma sereia para a véspera de Ano Novo, etc) está sobrecarregado. Caracterização sofre, com Charlotte e sua mãe muito egoísta de se envolver nossas simpatias. Fundamentalmente, elas simplesmente não são engraçadas.
Vincent Canby do New York Times escreveu: "Mermaids, adaptado pelo escritor inglês June Roberts do romance de Patty Dann, é uma terrivelmente gentil comédia sem graça sobre o negócio sério de crescimento."